# Bernabé Ávila Rey
Benarbé Ávila Rey fue un general militar mexicano que participó en la Revolución mexicana. Nació en Coahuila, donde hizo sus primeros estudios. No participó en ninguna acción militar durante la Revolución Maderista, pero el descontento que le originó la muerte de este lo orillaron a unirse a la lucha en 1913, primero en activación política y después como militar, que sería en realidad su vocación. En 1913 se incorporó al constitucionalismo donde llegó a General Brigadier el 7 de noviembre de 1916. Murió el 16 de diciembre de 1955 en Viesca, Coahuila. 3 años antes de su muerte, el 15 de septiembre por orden del gobierno el general Bernabé recupera el agua de Villa de Bilbao para después conducirla hasta el la cabecera de Viesca.       